# Estación de Riquet
La estación de Riquet es una estación del metro de París situada al noreste de la capital, en el XIX Distrito. Forma parte de la línea 7. 

## Historia
La estación fue inaugurada el 5 de noviembre de 1910 como parte del tramo inicial de la línea 7. 
Debe su nombre al ingeniero francés Pierre-Paul Riquet, principal impulsor del Canal du Midi.

## Descripción
Se compone de dos vías y de dos andenes laterales de 75 metros.
Está diseñada en bóveda elíptica revestida completamente de los clásicos azulejos blancos biselados del metro parisino.
La iluminación es de estilo Motte y se realiza con lámparas resguardadas en estructuras rectangulares de color rojo que sobrevuelan la totalidad de los andenes no muy lejos de las vías.
La señalización por su parte usa la moderna tipografía Parisine donde el nombre de la estación aparece en letras blancas sobre un panel metálico de color azul. Por último, los asientos de la estación son rojos, individualizados y también de tipo Motte.